# 佩奇縣 (愛阿華州)
佩奇县（英語：Page County）是美國愛阿華州西南部的一個縣，南鄰密蘇里州。面積1,387平方公里。根據美國2000年人口普查，共有人口16,976人。縣治克拉林達（Clarinda）。
成立於1847年2月24日，縣政府成立於1852年3月22日。縣名紀念在美墨戰爭帕羅奧多之役中陣亡的約翰·佩奇上尉。